# William Daniel Phillips
William Daniel Phillips (* 5. listopadu 1948) je americký fyzik, který spolu se Stevenem Chu a Claudem Cohen-Tannoudjim získal Nobelovu cenu za fyziku za rok 1997. Má italské a velšské předky.

## Biografie
Narodil se Williamu Corneliusovi Phillipsovi a Mary Catherine Savino. V roce 1959 se jeho rodiče přestěhovali do Camp Hill (poblíž Harrisburgu, Pensylvánie), kde chodil na Camp Hill High School. V roce 1970 vystudoval Juniata College summa cum laude (s nejvyšší pochvalou) a poté získal doktorát z fyziky na Massachusettském technologickém institutu.
Později se zabýval Boseho-Einsteinovým kondenzátem. V roce 1997 získal spolu s Claudem Cohen-Tannoudjim a Stevenem Chu Nobelovu cenu za fyziku „za rozvoj metod ochlazování a záchytu atomů pomocí laserového světla“.
Je profesorem na University of Maryland, College Park.
Je jedním z 35 laureátů Nobelovy ceny, kteří podepsali dopis prezidentovi Barackovi Obamovi, ve kterém ho žádají, aby poskytl 15 miliard dolarů ročně na výzkum obnovitelné energie.